# Ericus Laurentii Schult
Ericus Laurentii Schult eller Schultinensis eller Akstadius, född 1588 i Skultuna socken, död  1 december 1648 i Tortuna socken, var en svensk präst och riksdagsman.

## Biografi
Ericus Laurentii Schult föddes vid Åkesta kvarn och var nitton år när han inskrevs vid Västerås skola. Efter en något brokig skolgång blev han kollega vid skolan i Västerås, medan han samtidigt studerade vid Uppsala universitet för magistergraden. Han prästvigdes sedan i Stora Tuna socken, medan pesten härjade, och fick 1624 tjänst hos Philip von Scheiding. Efter tre år i dennes hem blev Schult kapellan vid Västerås domkyrka. Han blev kyrkoherde i Tortuna socken 1638 där han stannade till sin död tio år senare. Vid sidan av detta var han assessor i consistorium majus.
Schult var fullmäktig vid riksdagen 1642.
1631 gifte sig Schult med Christina Griis som var dotter till kyrkoherden i Götlunda socken, Strängnäs stift, Olaus Martini Griis. Deras barn tog namnet Thermænius. En av sönerna var Johannes Erici Thermænius.